# Mulgrew Miller
Mulgrew Miller (født 13 august 1955 i Mississippi, død 29. maj 2013) var en amerikansk pianist.
Miller kom frem med Art Blakey´s Jazz Messengers. Han var ligeledes medlem af Tony Williams kvintet, og har spillet med musikere som Niels Henning Ørsted Pedersen, Freddie Hubbard, Woody Shaw, Wallace Roney, Lewis Nash, Ron Carter, Betty Carter, Kenny Garrett, Joe Lovano etc.